# Eric Kamdem Kamdem
Eric Kamdem Kamdem (ur. 24 lutego 1983 w Buea, Kamerun, zm. 8 sierpnia 2009 w Abong-Ayos) – kameruński piłkarz, grający na pozycji lewego obrońcy.

## Kariera piłkarska

### Kariera klubowa
Wychowanek klubu Astres Yaounde. Rozpoczął karierę piłkarską w miejscowym klubach Botafogo FC Buéa, Fovu Baham, APEP Pitsilia i BEC Tero Sasana FC. W 2006 wyjechał do Rosji, gdzie został piłkarzem drugoligowego klubu Anży Machaczkała. W następnym sezonie przeszedł do Dynama Mińsk, skąd w 2007 został wypożyczony do FK Homel, a w 2008 do ukraińskiego Illicziwca Mariupol. Latem 2008 mariupolski klub wykupił transfer piłkarza. 8 sierpnia 2009 podczas urlopu w Kamerunie zginął w wypadku samochodowym.